# Rasmus Johansson
Rasmus Johansson (ur. 4 kwietnia 1995) – duński piłkarz i futsalista występujący na pozycji pomocnika, youtuber.

## Życiorys
Występował w juniorach Hvidovre IF i FC Nordsjælland. Seniorską karierę rozpoczął w Hvidovre IF w 2014 roku. W styczniu 2018 roku został zawodnikiem Hellerup IK. W barwach tego klubu rozegrał 29 meczów w 2. division. Na początku 2019 roku odszedł z klubu.
Jako gracz futsalowy występował w FC Fjordbold, a w 2020 roku podpisał kontrakt z JB Futsal Gentofte. Ponadto 26 razy wystąpił w futsalowej reprezentacji Danii.
Zagrał ponadto w piłkarskiej reprezentacji Danii w meczu 5 września 2018 roku ze Słowacją. Występ Johanssona miał związek z protestem podstawowych reprezentantów kraju, którzy nie potrafili porozumieć się z DBU. Johansson rozpoczął mecz w podstawowym składzie, a w 84 minucie zmienił go Christian Bommelund Christensen. Dania przegrała mecz 0:3.
Johansson uprawia również freestyle football i zamieszcza filmy na ten temat w serwisie YouTube.

## Statystyki ligowe
| Sezon     | Klub        | Liga        | Mecze | Gole |
| --------- | ----------- | ----------- | ----- | ---- |
| 2014/2015 | Hvidovre IF | 2. division | ?     | ?    |
| 2015/2016 | Hvidovre IF | 2. division | ?     | ?    |
| 2016/2017 | Hvidovre IF | 2. division | 23    | 2    |
| 2017/2018 | Hellerup IK | 2. division | 16    | 1    |
| 2018/2019 | Hellerup IK | 2. division | 13    | 2    |